# Туентинайн Палмс (град, Калифорния)
Туентинайн Палмс (на английски: Twentynine Palms) е град в окръг Сан Бернардино, щата Калифорния, САЩ. Туентинайн Палмс е с население от 14764 жители (2000) и обща площ от 142 km². Намира се на 607 m надморска височина. ЗИП кодовете му са 92277-92278, а телефонният му код е 760.